# Шатонеф Вал де Баржи
Шатонеф Вал де Баржи (фр. Châteauneuf-Val-de-Bargis) насеље је и општина у источном делу централне Француске у региону Бургоња, у департману Нијевр која припада префектури Кон Кур сир Лоар.
По подацима из 2011. године у општини је живело 595 становника, а густина насељености је износила 12,51 становника/km². Општина се простире на површини од 47,56 km². Налази се на средњој надморској висини од 276 метара (максималној 373 m, а минималној 211 m).

## Демографија
| 1962. | 1968. | 1975. | 1982. | 1990. | 1999. | 2011. |
| ----- | ----- | ----- | ----- | ----- | ----- | ----- |
| 587   | 684   | 671   | 581   | 518   | 554   | 595   |

График промене броја становника у току последњих година